# Üde mészkedvelő rétlápok

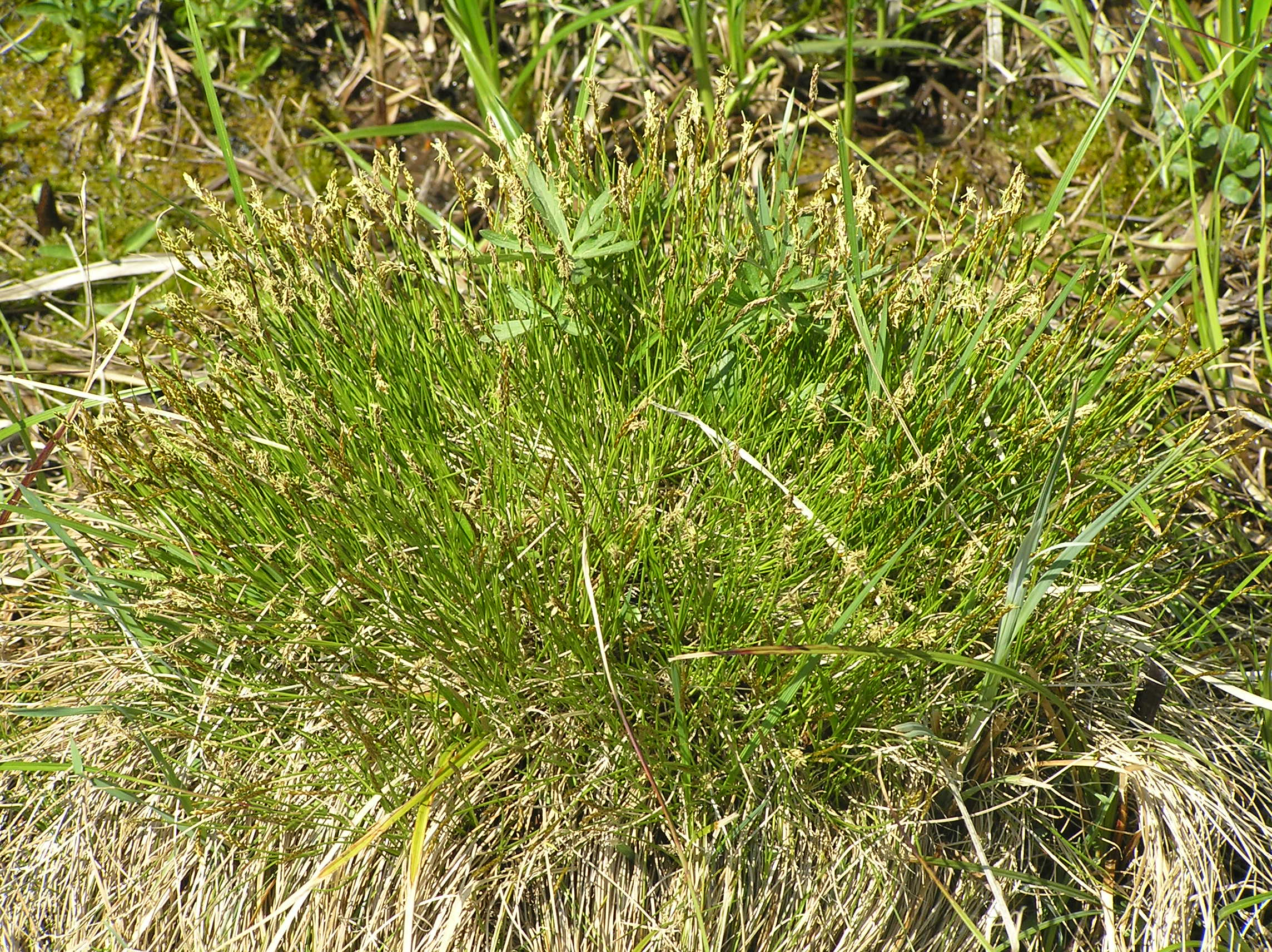
Lápi sás (Carex davalliana)

Az üde mészkedvelő rétlápok (Caricion davallianae) csoportja a láprétek egyik alapvető típusa, az üde láprétek Magyarországon is előforduló növénytársulásait fogja közös rendszertani kategóriába. Társulástanilag ez a bázikus síklápok (Caricetalia davallianae Br.-Bl. 1949) társulástani rendjének egyetlen, Magyarországon is elterjedt társuláscsoportja.

## Kialakulásuk, elterjedésük
Ez az üde, tocsogós gyepek főleg Közép-Európában terjedtek el a síkságokon, a dombvidékeken és az alacsonyhegységekben.

## Megjelenésük, fajösszetételük
Cönológiailag és ökológiailag az átmeneti lápok (gyapjas magvú sásos Caricion lasiocarpae, sárga sásos Caricion flavae) és a kiszáradó láprétek (Molinion) között állanak. Megjelenésük rendszerint részben zsombékos alacsony gyepes, két lágyszárú- és egy mohaszinttel. A fölső lágyszárú szint középmagas (80 cm-ig).
Három, szerkezeti-fiziognómiai típusukat különböztetik meg:
- szőnyegszerű láprétek,
- zsombékosodó láprétek,
- (az eutrofizálódás eredményeként) náddal vagy magaskórókkal (pl. csermelyaszat Cirsium rivulare) ritkásan benőtt láprétek.

Ez utóbbi típus alsóbb szintjein a lápréti fajegyüttes még felismerhető.
Hidroökológiai szempontból négy csoportjukat különböztetik meg:
- feltöltődő lápokon kialakult láprétek (pl. Marcal-medence, Nagyberek),
- átszivárgásos lápokon kialakult láprétek (pl. Bakonyalja, Látrány),
- felszínen csörgedező vizű lápokon kialakult láprétek (pl. Bakonyalja),
- forráslápok láprétjei (pl. Zempléni-hg., Bakonyalja).

A lápoktól eltérően társulásaik rendkívül fajgazdagok. Társulásalkotó fajaik:
- lápi sás (Carex davalliana),
- keskeny levelű gyapjúsás (Eriophorum angustifolium),
- széles levelű gyapjúsás (Eriophorum latifolium),
- nagy szittyó (Juncus subnodulosus),
- lápi nyúlfarkfű (Sesleria uliginosa, Sesleria caerulea);

Néhány, egyéb lápi növénytársulásban is fontos szerepet betöltő növényfaj üde lápréteken is lehet állományalkotó; az ezekkel dominált láprétek a zsombékos vagy tőzegmohás lápoknál sokkal fajgazdagabbak. Ilyen pl. a Marcal-medencében:
- gyapjas magvú sás (Carex lasiocarpa),
- vidrafű (Menyanthes trifoliata),

Egyéb helyeken:
- sárga sás (Carex flava),
- pikkelyes sás (Carex lepidocarpa),
- kormos csáté (Schoenus nigricans),
- kormos csáté (Schoenus nigricans).

Jellemző fajok:
- barna sás (Carex hostiana),
- hússzínű ujjaskosbor (Dactylorhiza incarnata),
- mocsári nőszőfű (Epipactis palustris),
- tarka zsurló (Equisetum variegatum) (mára nagyon megritkult),
- fehér májvirág (Parnassia palustris),
- lápi galaj (Galium uliginosum),
- kétlaki macskagyökér (Valeriana dioica).
- ördögharaptafű (Succisa pratensis),
- csermelyaszat (Cirsium rivulare),
- mocsári aszat (Cirsium palustre).
- gyérvirágú csetkáka (Eleocharis quinqueflora),
- magyar lednek (Lathyrus pannonicus ssp. pannonicus),
- illatos hagyma (Allium suaveolens).

Ritka glaciális reliktumok:
- lisztes kankalin (Primula farinosa)
- havasi hízóka (Pinguicula vulgaris).

Ritka, de jellemző fajok:
- havasi szittyó (Juncus alpinoarticulatus, Juncus alpinus),
- posványkakastaréj (Pedicularis palustris)
- alacsony pozdor (Scorzonera humilis) (pl. a Marcal medencéjében),

Egykor üde lápréten élt fajok:
- havasi hízóka (Pinguicula alpina),
- nyári füzértekercs (Spiranthes aestivalis),

Az üde láprétek és a kékperjések közös fajai:
- fehérmájvirág (Parnassia palustris)
- kisvirágú pacsirtafű (Polygala amarella).

Alárendelten az üde lápréteken is előfordul számos, az egyéb lápi társulásokban gyakoribb növényfaj:
- rostos tövű sás (Carex appropinquata) csőrös sás (Carex rostrata) és Buxbaum-sás (Carex buxbaumii) a Marcal medencéjében,
- hengeres sás (Carex diandra) a Zempléni-hegységben,
- fekete sás (Carex nigra) a Zalai-dombvidéken,
- téli sás (Cladium mariscus) pl. a Nagyberekben, ,  (), Thelypteris palustris (Somogy: Látrány), stb.
- mocsári zörgőfű (Crepis paludosa) pl. a Marcali-háton,
- gázlóvirág (lápi gázló, Hydrocotyle vulgaris) a Balaton mellett.

Hasonképpen megtalálható az üde lápréteken több, a nedves réteken szokásos növényfaj is, pl.:
- egypejvás csetkáka (Eleocharis uniglumis),
- kétlaki macskagyökér (Valeriana dioica).

Jól fejlett mohaszintjük főleg lombosmohákból (Bryophyta) áll. A mohafajok közül jellemző, de viszonylag ritka a körkörös sarlósmoha (Drepanocladus revolvens), nagyon ritka a mocsári aranymoha (Campylium elodes) és a skorpiómoha (Scorpidium scorpioides); utóbbi jelenleg csak Vácrátót környékéről ismert. Gyakoribb fajok:
- Campylium stellatum,
- Fissidens adianthoides.

Az idegenhonos (többnyire inváziós) fajok aránya elérheti az 50 %-ot.

## Életmódjuk, termőhelyük
Friss vízzel folyamatosan ellátott, állandóan nedves, közepes vagy bázikus kémhatású (sok kationt tartalmazó, többnyire mésztartalmú) talajon alakulnak ki, aminek csak nagyon vékony, felszíni rétegét nem itatja át folyton a víz. A tápanyagok lassan táródnak fel. A meszes talajban hidroxiapatit és kalcit csapódik ki, ezért különösen a növények számára felvehető foszfor kevés. Az élő növényzet alatt sástőzeg képződik.
A vegetációs periódus elején a víz a talajfelszín fölé emelkedik, a nyári hónapokban 40–60 cm mélyre süllyedhet. A zsombékos részek sokáig elöntve maradnak, ahol viszont visszahúzódik a tocsogókból a víz, ott a mohaszint és a vastag tőzegtalaj sokáig megőrzi a nedvességet — főleg, hogy a víz később is szivárog, néha vékony rétegben a felszínen is. Hasonló körülmények között fejlődnek ki azokban a forráslápokat körülvevő szélesebb völgyfőkben, amelyekben a folyamatosan átcsurgó csermelyek állandóan nedvesen tartják a talajt, ami így a nyár végére sem szárad ki. A vízben rendszerint kevés az oxigén. Az állandóan átitatott talaj és a víz nagy hőkapacitása miatt a termőhely mikroklímája kiegyenlítetten hűvös.
Állományaik rendszerint zsombékosokkal, kékperjésekkel, mocsárrétekkel, illetve ma már gyakran jellegtelen, elgyomosodott területekkel érintkeznek .
A lápréteket a kaszálás tartja fenn; annak hiányában a szukcesszió folytatódik, és apránként láperdőkké alakulnak. A legeltetés és a műtrágyázás (okozta tápanyagbőség) is rohamos degradálódásukhoz, majd kipusztulásukhoz vezet.

## Társulástani felosztásuk
A társuláscsoportnak Magyarországon nyolc növénytársulását ismerjük:
- télisásos láprét (Cladio marisci-Schoenetum nigricantis Soó 1930) — zsombékos, viszonylag fajszegény, a szukcesszió korai szakaszára jellemző, télisással és lebegő hínárokkal, elsősorban a Dunántúlon;
- csátés láprét (Orchio-Schoenetum nigricantis (Allorge 1921) Oberd. 1957),[1] (Schoenetum nigricantis)[2] (Junco obtusiflori-Schoenetum nigricantis)[3] — zsombékos, dominál benne a kormos csáté. Elsősorban a Dunántúli-középhegységben, a Kisalföldön, Belső-Somogyban és a Duna–Tisza közén elterjedt;
- sásláprét (Caricetum davallianae Dutoit 1924),[1] (Valeriano dioicae - Caricetum davallianae)[2] — tipikusan zsombékos, de néha rétszerű; elsősorban a Dunántúlon;
- nyúlfarkfüves láprét (Seslerietum uliginosae Soó 1941) — rétszerű, a Dunántúli-középhegységben, a Kisalföldön és a Nyugat-magyarországi peremvidéken ismert;
- szittyós láprét (Juncetum subnodulosae Koch 1926) — rétszerű, a legtöbb nagytájon előfordul;
- gyapjúsásos láprét (Carici flavae-Eriophoretum, Carici flavae-Eriophoretum latifolii Soó 1944) — rétszerű, főleg forrásoknál; dominál benne a széles levelű gyapjúsás);
- csetkákás keskeny levelű gyapjúsásos (Eleocharidi uniglumi-Eriophoretum angustifolii Lájer 1998) — domináns faja a keskeny levelű gyapjúsás. Ismert a Kisalföldről, a Dunántúli-középhegységből, az Északi-középhegységből, a Nyugat-magyarországi peremvidékről és a dunántúli dombvidékekről;
- vidrafüves láprét (Menyanthetum trifoliatae Steffen 1931) — rétszerű, Belső-Somogyból, a Marcal-medencéből és a Duna-Tisza közéről ismert.

Kilencedikként a Caricetum lasiocarpae subass campylietosum rétszerű szubasszociáció jelenleg csak a Marcal-medencéből ismert.